# Zlatko Tanodi (arhivist)
Zlatko Tanodi (kastiljski: Aurelio Tanodi) (Breznički Hum, 1. rujna 1914. − Córdoba, 14. srpnja 2011.)  je hrvatsko-argentinski arhivist interameričke i svjetske reputacije.
Njegov je rođendan proglašen Danom arhiva Južne Amerike.

## Životopis
Rodio se je u Brezničkom Hum 1914. godine. Studirao je povijest na zagrebačkom sveučilištu. Poslije studija je 1938. u općinskom arhivu u Varaždinu, pa 1940. je u Nacionalnom arhivu u Zagrebu. Emigrirao je 1945. u Austriju pa u Italiju. Studirao je pravo u Grazu pa arhivistiku na Školi za paleografiju, diplomatiku i arhivistiku Vatikanskih tajnih arhiva. Smjestio se u Argentini 1948. godine. 
1953. je godine postao profesorom paleografije i diplomatike na Cordobskom nacionalnom sveučilištu. Tvorac je škole arhivistike 1959. godine. Vodio ju je do 1986. godine. Ta je škola postala glavnim južnoameričkim središtem istraživanja arhiva. 
Argentinski arhivistički savez je nazvao svoju nagradu njegovim imenom. Dodjeljuje ju od 2007. godine za istaknute prinose razvitku arhiva i arhivistike. Koliko je cijenjen u Peruu dokazuje činjenica da ga je Lima 1976. proglasila "glasovitim gostom grada Lime".

## Vanjske poveznice
- Tanodi, Zlatko (Aurelio) Hrvatska enciklopedija. LZMK